# Stepan Beca
Stepan Stepanowycz Beca (ukr. Степан Степанович Беца, ros. Степан Степанович Беца, Stiepan Stiepanowicz Bieca; ur. 29 kwietnia 1970 w Mukaczewo, w obwodzie zakarpackim, Ukraińska SRR, zm. 21 grudnia 1992 w Dniepropietrowsku) – ukraiński piłkarz, grający na pozycji napastnika, a wcześniej pomocnika.

## Kariera piłkarska

### Kariera klubowa
Wychowanek klubu Dnipro Dniepropetrowsk, w drużynie rezerw którego występował w mistrzostwach drużyn rezerwowych. W 1988 rozpoczął karierę piłkarską w zespole Szachtar Gorłówka, skąd we wrześniu przeszedł do Tawrii Symferopol. W 1989 bronił barw Metałurha Zaporoże. Na początku 1990 został zaproszony do Dynama Kijów. 10 marca 1992 roku debiutował w Wyszczej Lidze w meczu z Naftowykiem Ochtyrka (1:0). 21 grudnia 1992 razem z piłkarzem Dnipra Dniepropetrowsk Ołeksijem Saśko rozbił się w wypadku samochodowym w pobliżu lotniska w Dniepropietrowsku. Zmarł w szpitalu nie odzyskując pamięci.

## Sukcesy i odznaczenia

### Sukcesy klubowe
- wicemistrz Ukrainy: 1992

### Odznaczenia
- nagrodzony tytułem Mistrza Sportu ZSRR: 1991